# 101 (album)
 For alternative betydninger, se 101 (flertydig). (Se også artikler, som begynder med 101)
101 er et livealbum af Depeche Mode. Albummet er en liveoptagelse af koncerten, som foregår i Pasadena, og det var koncert nr. 101 på deres tour af Music For the Masses. En kendt motorvej omkring Pasadena har også nummeret "101". Deraf navnet på albummet. Det er det tidligere medlem af Depeche Mode, Alan Wilder, der krediteres for opfindelsen af navnet. En dokumentar med samme navn blev lavet i samme ombæring, og denne menes at være lidt af en milepæl indenfor filmindustrien, da det er noget af det første TV af Reality-genren.